# Alexander Jakowlewitsch Arossew
Alexander Jakowlewitsch Arossew (russisch Алекса́ндр Я́ковлевич Аро́сев; * 13. Maijul. / 25. Mai 1890greg. in Kasan; † 10. Februar 1938) war ein russisch-sowjetischer Schriftsteller, Politiker und Diplomat.
Arossew trat 1907 den Bolschewiki bei, er war mehrfach im Gefängnis und im Exil. 1917 wurde er Kommandeur des Moskauer Militärischen Revolutionskomitees. Arossew arbeitete mit Alexander Woronski an der Zeitschrift „Krasnaja now“, später für „Nowy Mir“. Erzählungen und Romane erschienen bis 1933, während der Säuberungen unter Stalin wurde er 1938 verhaftet und aufgrund des Verdachtes der Spionage erschossen.
Alexander Arossew war der Vater der Schauspielerinnen Jelena (1923–2016) und Olga Arossewa (1925–2013), der Übersetzerin Natalja Arossewa (1919–1990) und eines Sohnes aus einer weiteren Ehe.